# المجلس الأعلى للبيئة (البحرين)
المجلس الأعلى للبيئة في مملكة البحرين ، هو مجلس يتبع مجلس الوزراء، تأسس المجلس في 28 سبتمبر 2012 وفقاً للمرسوم بقانون رقم 47 لسنة 2012  ، يُعتبر المجلس الجهة الحكومة العليا المشرفة على قطاع البيئة في مملكة البحرين رئيس المجلس الأعلى للبيئة حالياً هو الشيخ عبدالله بن حمد آل خليفة منذ 27 ديسمبر 2012.

## رئاسة المجلس
يشكل المجلس الأعلى للبيئة من رئيس وعدد من الأعضاء ويكون تعينهم بمرسوم

### رؤساء المجلس الأعلى للبيئة
|   | الاسم                         | فترة تولي المنصب | فترة تولي المنصب |
| - | ----------------------------- | ---------------- | ---------------- |
| 1 | الشيخ عبدالله بن حمد آل خليفة | 27 ديسمبر 2012   | حتى الآن         |

### نواب رئيس المجلس الأعلى للبيئة
| الاسم                               | فترة تولي المنصب | فترة تولي المنصب |
| ----------------------------------- | ---------------- | ---------------- |
| جمعة أحمد الكعبي                    | 14 ديسمبر 2014   | 11 أبريل 2016    |
| الشبخ فيصل بن راشد بن عيسى آل خليفة | 11 أبريل 2016    | حتى الآن         |

## أعضاء المجلس

### التشكيل الحالي للمجلس الأعلى للبيئة منذ 6 نوفمبر 2024 حتى الأن
- الشيخ عبدالله بن حمد آل خليفة - رئيس المجلس الأعلى للبيئة
- الشيخ فيصل بن راشد آل خليفة - نائب رئيس المجلس الأعلى للبيئة
- وزير شؤون البلديات والزراعة
- وزير النفط والبيئة
- وزير المواصلات والإتصالات
- وزير الأشغال
- وزير شؤون الكهرباء والماء
- وزير الصحة
- وزير الصناعة والتجارة
- الرئيس التنفيذي للمجلس الأعلى للبيئة

## الجهاز التنفيذي للمجلس
يتكون الجهاز التنفيذي للمجلس من رئيس (بدرجة وكيل وزارة) ونائب للرئيس وعدد من الموظفين ويكون تعين الرئيس التنفيذي بمرسوم بناء على ترشيح رئيس المجلس
ويتولى الجهاز التنفيذي تصريف شؤون المجلس الفنية والإدارية والمالية وفقاً للوائح المجلس
وفقاً للمرسوم رقم 78 لسنة 2021 يشكل الجهاز التنفيذي للمجلس على النحو الآتي:  
- الرئيس التنفيذي ويتبعه:
  - نائب الرئيس التنفيذي (بدرجة وكيل مساعد):
  - إدارة منتزه العرين
  - إدارة المحميات
  - إدارة الموارد البشرية والمالية
  - إدارة الإتصال والتوعية البيئية
  - إدارة الوقاية من الإشعاع
  - إدارة التقويم والتراخيص البيئية
  - إدارة الرقابة وحماية البيئة
  - إدارة التنوع الحيوي
  - إدارة تغير المناخ والتنمية المستدامة
  - مدير عام الثروة البحرية وتتبعه:
    - إدارة حماية وتنمية المخزون السمكي
    - إدارة المزارع السمكية
    - إدارة مرافئ الصيد البحري

رؤساء الجهاز التنفيذي للمجلس
|   | الاسم                      | فترة تولي المنصب | فترة تولي المنصب |
| - | -------------------------- | ---------------- | ---------------- |
| 1 | الدكتور عادل خليفة الزياني | 26 فبراير 2013   | 13 مايو 2014     |
| 2 | الدكتور محمد مبارك بن دينه | 13 مايو 2014     | 13 يونيو 2022    |

نواب رئيس الجهاز التنفيذي
|   | الاسم                               | فترة تولي المنصب | فترة تولي المنصب |
| - | ----------------------------------- | ---------------- | ---------------- |
| 1 | الدكتور محمد مبارك بن دينه          | 15 يوليو 2013    | 13 مايو 2014     |
| 2 | راشد صلاح آل سعد                    | 26 فبراير 2020   | 5 ديسمبر 2021    |
| 3 | الشيخ عبدالله بن عبدالعزيز آل خليفة | 5 ديسمبر 2021    | حتى الآن         |